# FUNA
FUNA（2月24日—）是日本輕小說作家。出身近畿地方，現居關東地方。代表作是《我不是說了能力要平均值嗎？》。持有業餘無線電、小型船舶駕駛、氣象預報士的執照。

## 作品列表
- 《我不是說了能力要平均值嗎？》（2016年5月－，SQEX NOVEL）[註 1][2][3]
- 《靠著魔法藥水在異世界活下去！》（2017年6月－，K LANOVE BOOKS）[4]
- 《為了養老，我要在異世界存8萬枚金幣》（2017年6月－，K LANOVE BOOKS）[5]

## 外部連結
- FUNA的成為小說家吧個人頁面（日語）